# 49-й егерский полк
49-й егерский полк

## Формирование полка
Сформирован 29 октября 1811 г. из Софийского (старого) пехотного полка. По упразднении егерских полков 28 января 1833 г. 1-й и 3-й батальоны были присоединены к Волынскому, а 2-й — к Минскому пехотным полкам. Старшинство полка сохранено не было.

## Кампании полка
Полк состоял во 2-й Западной армии и с открытием Отечественной войны находился во множестве сражений с французами, а после их изгнания из пределов России с отличием участвовал в Заграничном походе в Пруссию и Францию.

## Знаки отличия полка
49-й егерский полк имел следующие знаки отличия: две серебряные трубы с надписью «За отличие при поражении и изгнании неприятеля из пределов России 1812 г.», пожалованные 13 апреля 1813 г.; 25 апреля 1815 г. трубы были пожалованы вторично и к прежней надписи было добавлено «и в сражениях при Бриенн-Ле-Шато и селении Ла-Ротьер 25 апреля 1815 года»; знаки на головные уборы для нижних чинов с надписью «За отличие», пожалованные 3 мая 1814 г. По упразднении полка обе трубы были переданы в Артиллерийский музей; по сформировании 16 декабря 1845 г. из двух батальонов Волынского и двух батальонов Минского пехотных полков Дагестанского пехотного полка, последнему были переданы среди прочих знаков отличия и обе серебряные трубы с пожалованием им Георгиевских лент; 1 августа 1874 г. один батальон Дагестанского полка поступил на сформирование 164-го пехотного Закатальского полка, в который из Дагестанского полка была передана одна серебряная труба.

## Шефы полка
- 17.01.1811 — 12.03.1811 — генерал-майор граф де Бальмен, Карл Антонович
- 27.04.1812 — 01.09.1814 — полковник (с 15.09.1813 генерал-майор) Кологривов, Алексей Семёнович

## Командиры полка
- 29.10.1811 — 27.04.1812 — полковник Кологривов, Алексей Семёнович
- 20.03.1813 — 09.02.1816 — майор (с 16.04.1814 подполковник) Петровский-Муравский, Николай Иванович
- 09.02.1816 — 30.08.1821 — полковник Пяткин, Василий Гаврилович
- 30.08.1821 — 1831 — подполковник (с 26.11.1823 полковник) Чеботарёв, Михаил Васильевич
- 1831 — 28.01.1833 — полковник Паскин, Пётр Алексеевич

## Известные люди, служившие в полку
- Габбе, Пётр Андреевич — поэт
- Притвиц, Карл Карлович — генерал от кавалерии
- Тихановский, Иосиф Андреевич — генерал-майор, участник Кавказских походов
- Червинский, Аркадий Николаевич — генерал-лейтенант, участник Кавказских походов
- Челищев, Александр Александрович  —штабс-капитан, декабрист